# Mitja
Mitja ist ein männlicher Vorname.

## Herkunft und Bedeutung
Mitja ist die slowenische Variante des russischen Vornamens Mitya (russ. Митя), welcher wiederum das Diminutiv von Dmitri ist.

## Bekannte Namensträger
- Mitja Birlo (* 1985), deutscher Koch
- Mitja Brodar (1921–2012), slowenischer Prähistoriker
- Mitja Dragšič (* 1979), slowenischer Skirennläufer
- Mitja Drinovec (* 1996), slowenischer Biathlet
- Mitja Drobnič (* 1951), slowenischer Politiker und Diplomat
- Mitja Ferenc (* 1960), slowenischer Historiker
- Mitja Kunc (* 1971), slowenischer Skirennläufer
- Mitja Lafere (* 1990), deutscher Moderator, Schauspieler, DJ und Gastronom
- Mitja Leskovar (* 1970), slowenischer Geistlicher, römisch-katholischer Erzbischof und Diplomat des Heiligen Stuhls
- Mitja Mahorič (* 1976), slowenischer Radrennfahrer
- Mitja Mežnar (* 1988), slowenischer Skispringer
- Mitja Mörec (* 1983), slowenischer Fußballspieler
- Mitja Nikisch (1899–1936), deutscher Pianist, Komponist und Tanzorchester-Leiter
- Mitja Nikolić (* 1991), slowenischer Basketballspieler
- Mitja Oranič (* 1986), slowenischer Nordischer Kombinierer
- Mitja Ribičič (1919–2013), jugoslawischer Politiker
- Mitja Robar (* 1983), slowenischer Eishockeyspieler
- Mitja Schäfer (* 1980), deutscher Fußballspieler
- Mitja Schlüter (* 1986), deutscher Radrennfahrer
- Mitja Šivic (* 1979), slowenischer Eishockeyspieler und -trainer
- Mitja Tušek (* 1961), slowenisch-schweizerisch-belgischer Maler
- Mitja Valenčič (* 1978), slowenischer Skirennläufer
- Mitja Zastrow (* 1977), deutsch-niederländischer Schwimmer